# Breydin
Breydin ist eine amtsangehörige Gemeinde im Landkreis Barnim in Brandenburg. Sie wird vom Amt Biesenthal-Barnim verwaltet.

## Gemeindegliederung
Die Gemeinde Breydin umfasst die Ortsteile Trampe und Tuchen-Klobbicke. Hinzu kommen die Wohnplätze Karlshof, Klobbicke, Mittelmühle, Neue Mühle und Tuchen.

## Geschichte
Breydin (Breden) wurde 1308 als Hof in den schriftlichen Urkunden erstmals erwähnt. Zu dieser bäuerlichen Ansiedlung gehörten 16 Hufen Wirtschaftsland. Im Landbuch Karls IV. werden die Orte Trampe, Tuchen Klobbicke, die heute zu Breydin gehören, erstmalig gemeinsam 1375 in der Liste der Burgen geführt. Der Name Breden bedeutet nach Aussage des Brandenburger Namenbuches „Ort an einem Übergang (Furt)“ oder „Übergang an einem Fluss“. Besitzer waren die Kleinadligen von Wulkow und ab 1412 die von Sparr. Die Burg lag 6 km südlich der landesherrlichen Ebersburg in Eberswalde. Letztmals wurde Breydin 1527 genannt. Überreste der Ruine aus dem 13. Jahrhundert wurden im Gutspark Trampe ergraben.

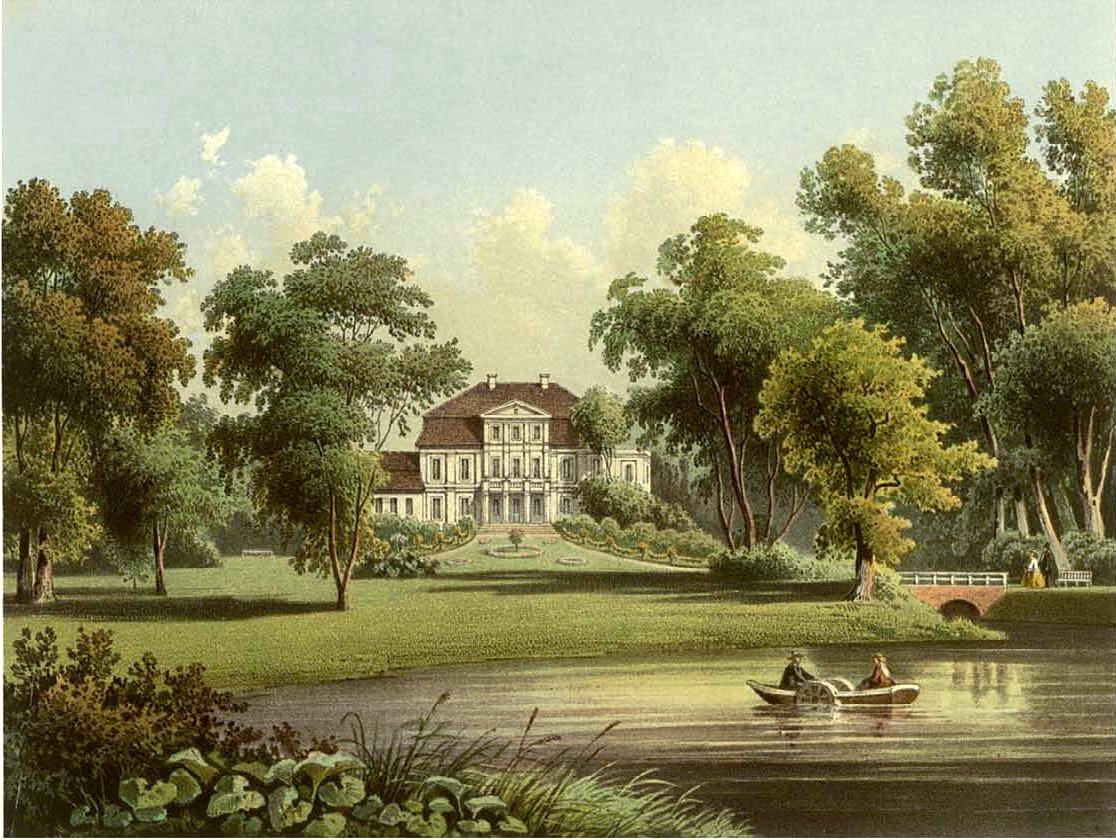
Gutshaus Trampe

Das Gut Trampe gehörte von 1412 bis 1771 der Familie von Sparr, danach folgte Friedrich Wilhelm von Wartenberg und von 1802 bis zur Bodenreform 1945 die Familie von der Schulenburg. Das 1657 errichtete Gutshaus wurde 1773 unter Friedrich Wilhelm von Wartenberg im Barockstil umgebaut und hat durch Überformungen in den 1960er Jahren seine heutige Form erhalten. Im 18. Jahrhundert war der zugehörige Garten eine regelmäßig geometrisch gestaltete Anlage, deren Hauptachse vom Herrenhaus in den westlich gelegenen Tiergarten führte. Im ersten Drittel des 19. Jahrhunderts entstand mit der Umgestaltung des alten Gartens und der Neugestaltung eines wesentlich größeren Areals der landschaftlich gestaltete Gutspark, der sich in seinen Grundzügen in wesentlichen Teilen bis in die heutige Zeit erhalten hat.
Trampe, Tuchen und Klobbicke gehörten seit 1817 zum Kreis Oberbarnim in der Provinz Brandenburg und ab 1952 zum Kreis Eberswalde im DDR-Bezirk Frankfurt (Oder). Seit 1993 liegen die Orte im brandenburgischen Landkreis Barnim.
Die Gemeinde Breydin entstand am 27. September 1998 aus dem Zusammenschluss der bis dahin selbstständigen Gemeinden Trampe und Tuchen-Klobbicke. Letztere wiederum entstand aus einem Zusammenschluss der Orte Tuchen und Klobbicke am 19. Mai 1974.

## Bevölkerungsentwicklung
| Jahr | Trampe | Tuchen- Klobbicke |      | Jahr | Breydin |      | Jahr | Breydin |
| ---- | ------ | ----------------- | ---- | ---- | ------- | ---- | ---- | ------- |
| 1981 | 438    | 359               | 1998 | 827  |         | 2020 | 801  |         |
| 1990 | 435    | 307               | 2000 | 817  |         | 2021 | 803  |         |
| 1995 | 441    | 352               | 2005 | 860  |         | 2022 | 830  |         |
| 1997 | 451    | 358               | 2010 | 820  |         | 2023 | 822  |         |
|      |        |                   | 2015 | 781  |         | 2024 | 807  |         |

Gebietsstand des jeweiligen Jahres, Einwohnerzahl: Stand 31. Dezember (ab 1991). Ab 2011 auf Basis des Zensus 2011. Ab 2022 auf Basis des Zensus 2022

## Politik

### Gemeindevertretung
Die Gemeindevertretung von Breydin besteht aus 10 Gemeindevertretern und dem ehrenamtlichen Bürgermeister. Die Kommunalwahl am 9. Juni 2024 führte zu folgendem Ergebnis:
| Partei / Wählergruppe          | Sitze 2019 |  | Sitze 2024 | Stimmenanteil 2024 |
| ------------------------------ | ---------- |  | ---------- | ------------------ |
| Pro Breydin                    | —          |  | 5          | 50,0 %             |
| Interessengemeinschaft Breydin | 3          |  | 3          | 28,3 %             |
| SPD                            | 2          |  | 2          | 15,9 %             |
| FDP                            | —          |  | —          | 05,9 %             |
| Bauernverband Barnim           | 5          |  | —          | —                  |

### Bürgermeister
- 1998–2003: Herbert Wagner (parteilos)[11]
- 2003–2008: Roland Gottschalk (PDS)[12]
- 2008–2019: Peter Schmidt (SPD)[13]
- 2019: Dietmar Schmidt
- 2020–2024: Petra Lietzau (SPD)
- seit 2024: Thomas Höhns

Dietmar Schmidt wurde am 26. Mai 2019 ohne Gegenkandidat mit 81,0 Prozent der gültigen Stimmen für eine Amtsdauer von fünf Jahren gewählt. Er trat im November 2019 von seinem Amt zurück. Petra Lietzau wurde von der Gemeindevertretung am 16. März 2020 zu seiner Nachfolgerin gewählt.

Thomas Höhns wurde am 9. September 2024 bei einem Gegenkandidaten mit 59,5 % für eine fünfjährige Amtszeit gewählt.

## Sehenswürdigkeiten

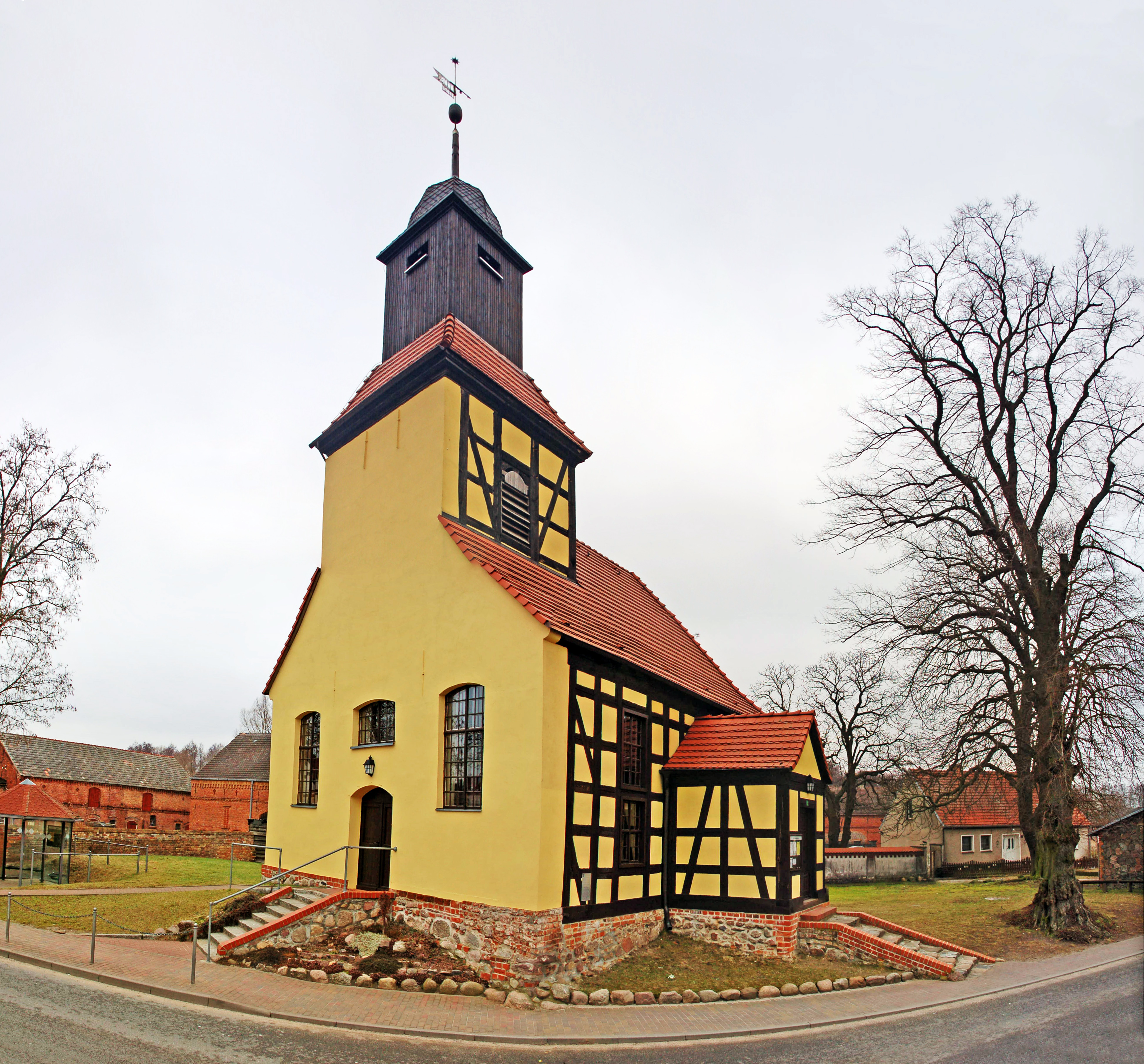
Kirche Tuchen

- Fachwerkkirche Tuchen, auch Hochzeitskirche genannt, wird außer für Gottesdienste auch für öffentliche Konzerte genutzt.[20]
- Eiche in Trampe mit einem Brusthöhenumfang von 8,02 m (2016).[21]

Die Liste der Baudenkmale in Breydin und die Liste der Bodendenkmale in Breydin enthalten die geschützten Kulturdenkmäler aus der Denkmalliste des Landes Brandenburg.

## Verkehr
Breydin liegt mit seinem Ortsteil Trampe an der B 168 etwa 7 km südlich der Kreisstadt Eberswalde.

## Persönlichkeiten

### Söhne und Töchter der Gemeinde
- Georg Friedrich von Tempelhoff (1737–1807), Militärwissenschaftler, geboren auf Gut Trampe

### Mit der Gemeinde verbundene Persönlichkeiten
- Friedrich Wilhelm von Wartenberg (1725–1807), preußischer Generalleutnant, gestorben auf Gut Trampe